# Alpino (Motorradhersteller)
Alpino war ein italienischer Hersteller von Hilfsmotoren, Mopeds und Leichtmotorrädern mit Sitz in Stradella (Lombardei). Das Unternehmen ging auf den Konstrukteur Pietro Trespidi zurück und war vor allem in den 1940er- und 1950er-Jahren aktiv. Zeitweise firmierte es auch unter dem Namen Motobici.

## Geschichte
Der Ingenieur Pietro Trespidi (* 1897) baute bereits 1925 ein erstes Motorrad, das im Jahr darauf in Produktion ging. Es war ein im Rennsport erfolgreiches 250-cm³-Zweitaktmodell. 1929 wurde die Produktion aufgrund der Weltwirtschaftskrise eingeschränkt, und das Unternehmen schloss 1934.
1944 begann Trespidi mit der Entwicklung eines Fahrrad-Hilfsmotors, der unter dem Namen Alpino ab 1945 von dem neu gegründeten Unternehmen Motobici in Stradella produziert wurde. Der kompakte Einzylinder-Zweitakter mit Kettenantrieb und Zweiganggetriebe konnte an nahezu jedem Fahrrad angebracht werden und war für seine Zuverlässigkeit bekannt.
Bis 1948 wurden verschiedene Varianten von Mopeds und Leichtmotorrädern angeboten, darunter:
- Modell S (48 cm³, ohne Kupplung, mit Zweiganggetriebe, ca. 40 km/h)
- Modell ST (60 cm³, Dreiganggetriebe, bis zu 60 km/h)
- Modell R (48–63 cm³ mit Dreiganggetriebe und Handstart)
- Modell M (mit 48 cm³ Motor, Reibrollenantrieb)

Ab 1950 weitete Alpino seine Palette aus:
- Piuma (60 cm³, Kettenantrieb, Dreigang)
- C48, F48 (Ketten- oder Reibrollenantrieb, 48 cm³, Zweigang)
- 98 cm³-Leichtmotorräder mit Fußschaltung
- 125 cm³-Viertaktmotor mit Fußschaltung und Hinterradfederung
- Roma (49 cm³, mit gebläsegekühltem Dreigangmotor)

1951 kam der Motorroller Typ F48 auf den Markt. Gleichzeitig wurden Viertaktmotoren mit obenliegender Nockenwelle entwickelt, wie der 75-cm³-Rennmotor für bis zu 128 km/h Spitzengeschwindigkeit. Fahrer wie Andrea Bottigelli stellten mit dem Alpino 75 Rekorde auf, darunter 129 km/h über die fliegende Meile und 128 km/h über den Kilometer.

## Produktion und Export
Alpino exportierte vor allem nach Argentinien, wo das Unternehmen mit einem eigenen Händlernetz vertreten war. Weitere Absatzmärkte waren Portugal, Marokko, Indonesien und die Schweiz.
Ende 1953 wurde eine neue Motorbaureihe mit 125 cm³ angekündigt. Zwischen 1954 und 1956 setzte Alpino fast ausschließlich Viertaktmotoren ein. 1956 erschien ein 175-cm³-Motorroller mit Viertaktmotor. Ein-50 cm³-Minimotor wurde 1959 eingeführt.

## Niedergang
Die politische Krise in Argentinien nach dem Sturz von Präsident Juan Perón führte zu Zahlungsausfällen, die ein Drittel des Umsatzes von Alpino betrafen. Das Unternehmen geriet in wirtschaftliche Schwierigkeiten und musste 1962 den Betrieb einstellen.

## Modelle (Auswahl)
| Modell     | Baujahr   | Hubraum | Motortyp               | Antrieb / Schaltung | Bemerkung             |
| ---------- | --------- | ------- | ---------------------- | ------------------- | --------------------- |
| Alpino S   | 1945–1948 | 48 cm³  | 2-Takt                 | Kette, 2 Gänge      | einfacher Hilfsmotor  |
| Alpino ST  | ab 1948   | 60 cm³  | 2-Takt                 | Kette, 3 Gänge      | verbesserte Leistung  |
| F48        | ab 1950   | 48 cm³  | 2-Takt                 | Kette oder Reibrad  | Doppelrohrrahmen      |
| Alpino 75  | ab 1952   | 75 cm³  | 4-Takt OHV             | Fußschaltung        | Rennversion: 128 km/h |
| Roma       | ab 1953   | 49 cm³  | 2-Takt, gebläsegekühlt | 3 Gänge             | Roller                |
| Alpino 125 | ab 1955   | 125 cm³ | 4-Takt                 | Fußschaltung        | Leichtmotorrad        |
| Alpino 175 | ab 1956   | 175 cm³ | 4-Takt                 | Automatik/Roller    | Großroller            |
| Alpino 50  | ab 1959   | 50 cm³  | 2-Takt                 | –                   | Miniroller            |